# 神威 (遊戲)
《神威》是由SITER SKAIN製作的一款縱向捲軸射擊遊戲，游戏是母脑四部曲故事中的第四部，1999年12月24日發行於Windows平台。

## 遊戲方式
敵機數與彈藥非常多，自機的裝備強度相對感到強大。有三種難度可選擇(簡單、普通與脅威)，難度越高敵機彈藥量與速度都會提升，最後會變成不用雷刀消滅就無法迴避的情形。
如上述所講三種武器運用的戰術來應付大量增多的敵機。雷擊的追縱能力與雷刀的消滅能力即爲此。即使不擅長玩的人也可很盡興。
得分紀錄會依各難度分開。脅威往往少有人可以僅靠三架機體就完成所有關卡。雖然有無限循環的功能，但第一回的性命用完後其後的分數就不計算了。
另外有模擬戰鬥，沒有剩餘機數的限制，在單一個關卡內擊破最多敵機活的最高的積分。
將三種難度都玩過一次後便可使用量產型神威(於選單時按右方向鍵)，由於量產型本身的設定就是仿造神威的劣質品，不論是火力或性能皆不如原型，難度更加提高。通常彈威力提升後為集中型，雷刀變成擴散性，據使用過的人都表示非常難用。

## 劇情
從遙遠的過去開始，雲端的對面就存在著謎之物體，人們把它當作神一般的來尊崇。其實那是文明崩壞前舊世界(數世紀前的反射時代)的遺產，位於衛星軌道上巨大的人工建築物「機械神殿」。某天突然有道命令發送到「少女」的大腦使她覺醒了，目的是為殲滅人類的機動兵器「神威」從機械神殿出發了!
神威是由文明崩壞前的舊世界生產出的，使用札菲凱爾・德・艾力士(ザフィケル・デ・アリス)博士提倡的腦融合理論所製作出的自律型兵器，所謂的腦融合理論是將持有超能力之人類的腦加工做成生化神經晶片這種非人道的方式。另外神威上還搭載使用ALLTYNEX OS以及空間歪曲電磁護盾，是AI自律行動戰鬥機「埃尔·海蛇」的後繼機，一共生產出了8架(遊戲中玩家所使用的則是2號機)。
神威2號機使用的生化神經晶片，很諷刺的就是由腦融合理論的創始者札菲凱爾・德・艾力士的女兒-帕娜菲爾・德・艾力士(パナフィル・デ・アリス)作為生體素材所完成的。晶片上的文字Pany.D.A是パナフィル・デ・アリス的英文名字縮寫。Rank-SSS是帕娜菲爾所持有超能力的強度等級。Xaffiquel是作為讓裁定者覺醒之「鍵」的思考中樞。
神威出動後依序擊毀蒼龍、黑鷹和黃蜘蛛，至階層都市(第4關)登場神威零號機(擊敗量產劣質品後登場的巨型機體)。這個機體是人們將挖掘出的舊世界產物，也就是過去稱作「光翼兵器零號機」的機體，將其內部的蛇夫座核心(ゾディアック・オヒュクス)取出，重新裝入以現在人類技術所製造機體的「神威」。但因為這個時代人類的技術不足，在武裝和神威標準尺寸上無法兩全的情況之下，才做出了如此巨大的機體。
這個時代的兵器，基本上幾乎都是由舊世界遺留下來的自律型都市管理級電腦「腦巢」所在掌控，人類是無需也無法去干涉的。對於神威2號機的襲來，也是由腦巢自主性的派出無人兵器去迎擊。
腦巢擊毀後登場了裁定者，其誕生的由來是在過去軍方看中了帕娜菲爾強大的超能力素質而將她制做成生化神經晶片。札菲凱爾博士無法阻止此事，而且愛女也是因自己的理論所犧牲，使得他抓狂。札菲凱爾將自己的腦製作成生化神經晶片，並裝置在對行星破壞用究極兵器「裁定者」上，為的就是要毀滅人類，向人類復仇，但裁定者也是在腦巢的掌控之下，為了要強行奪取腦巢的控制權。他把屬於自身控制下的神威藏匿在機械神殿，且設定了一套程序，只要將神威這個「鍵」送入腦巢(應意味摧毀腦巢)即可讓自己(裁定者)啟動，不過復仇還沒有開始實行，人類就因為戰爭的原故而先行消滅了。然而，他不打算就這樣放棄復仇，為了要將日後再度取回文明的人類送入地獄，裁定者在還沒啟動的狀況下就此陷入長眠，靜待覺醒的那天。
數百年後人類取回文明之時，札菲凱爾的復仇計畫進行到最終階段，但是他作為「鍵」的神威的生化神經晶片，使用的正好是自己女兒的腦。而晶片中還殘存些許帕娜菲爾的意識，自行中止了預設的程序，改而前去阻止裁定者，也就是她父親-札菲凱爾的行動...。
最終神威成功阻止裁定者挽救了人類。

## 登場機種

### 腦融合型殲滅兵器-神威（神威）
本遊戲的主角機。神威是自律型兵器(無人機)，其控制仰賴由腦融合理論所製作出的生化神經晶片，這是將有超能力之人的腦加工而成，是種非常不人道的技術，另外也搭載了ALLTYNEX OS，可補助警告敵機來臨。神威的武器有通常彈、雷擊和雷刀，並有限量的空間歪曲電磁護盾保護機身。分有原型機和量產機。

#### 神威原型機
是在文明崩壞前的舊世界生產的，是AI自律行動戰鬥機巨蛇座(エル・サーペント)的後繼機。主色為藍色(2號機，7與8號機分別為灰色和綠色，可見八架原型機的顏色皆不同)，雷電也呈藍色，機首雷電蓄積夠後會出現雷球，通常彈經火力提升會變成擴散型，雷擊殺傷力夠強，雷刀為集中型，空間歪曲電磁護盾基本上有四個。一共生產八架，1號到4號機所在不明(2號被藏在機械神殿中)，5號到8號機是由腦巢網路所管理，其中7號與8號已在RefleX時期已被前傳主角機不死鳥2型(亦光翼兵器零號機)擊落(也可能僅其中一架)，所以目前只剩六架(或七架)。在RefleX時期以敵機身分出現的原型7號與8號機空間歪曲電磁護盾的數量似乎更多，還多了放射狀擴散型雷刀(不同於量產機)，但不知爲何2號機沒有此功能。
玩家剛開始操控的是原型2號機。原型2號機其使用的生化神經晶片是由一位女孩帕娜菲爾・德・艾力士(パナフィル・デ・アリス)作為生體素材做成（根據設定書被改造時只有１２歲)，很諷刺的該人就是腦融合理論創始與提倡者札菲凱爾・德・艾力士(ザフィケル・デ・アリス)的女兒(從某個角度來看玩家正扮演著這遊戲的女主角)。札菲凱爾博士在愛女因自己理論而犧牲後便抓狂失控，決意向人類復仇而將自己也做成生化神經晶片植入行星破壞用究極兵器裁定者上，並以神威原型2號機作為再啟動用的鍵，派其摧毀腦巢使控制解除得以復仇。晶片上的文字Pany.D.A是パナフィル・デ・アリス的英文名字縮寫。Rank-SSS是帕娜菲爾所持有超能力的強度等級。Xaffiquel是作為讓裁定者覺醒之鍵的思考中樞。玩家一開始就是要執行鍵的任務，但完成摧毀腦巢後帕娜菲爾的意識覺醒，自行中止了預設的程序，改而前去阻止裁定者的行動。

2015年8月7日增加以下資料
【RefleX時期其中一部神威是由覺醒後的「不死鳥2型」擊破,而另一部神威則是由展開光翼後的「黃道光翼兵器:天秤座」利用地圖炮擊破(由於空間歪曲電磁護盾數量不足而被擊破)。】

【如果「不死鳥2型」沒有在限時內(「天秤座」展開光翼後的一段時間)擊破其中一部神威,則會變成兩部神威都是由「天秤座」擊破。】

題外話:當初曾經想過【「天秤座」射出第二發地圖炮中,由於炮身過熱而爆炸,如果兩部神威盾能增加數量的話…………】
也就只能再多打一會,「天秤座」所射出的彈幕沒有S.S.S.(反射光學兵器)的話就只能等死,誰讓神威的空間歪曲電磁護盾是有數量限制的。

#### 神威量產機
是後期以神威零號機為基礎而生產的，本身是仿造原型機的量產型劣質品，因為技術退化所以不論火力、防護和性能皆較原型機遜色。主色為深灰色，雷電呈紫色，機首不會出現雷球，通常彈的每秒單位射擊量提昇一倍(獨這點變強)，經火力提升仍為集中型，雷擊殺傷力較弱，雷刀變成w狀擴散型(而且無法擊中遠處正前方)，空間歪曲電磁護盾基本上只有兩個。一共生產六架，但只有五架會出擊，第六架是玩家後期可選擇駕駛的。
將三種難度都玩過一次後便可使用量產型(於選單時按右方向鍵)。因為是劣質品所以難度感覺提高，同時玩法也須調整(通常彈變成適合用來攻擊頭目，雷刀變成適合用來攻擊和防衛大量敵機)。

### 神威零號機（改）
本來是舊世界的產物不死鳥2型(凤凰，前傳遊戲反射的主角機)，被後人視為惡魔的光翼兵器零號機。將其挖掘出後拿掉黃道蛇夫座核心(ゾディアック・オヒュクス)，改植入現在技術的偽神威機體，是製造首批神威量產機的範例試作機。因現代技術退化，所以無法在原尺寸上搭載足夠的武裝，演變成做出巨大的機體。後來又被改良成在重裝甲受損後可卸下並變形為光翼兵器型態的神威零號機（改），此時會有與黃道光翼兵器相同的特徵六道光翼(不過顏色由黃色變成綠色，可能與黃道蛇夫座核心被取出有關)。雖然不死鳥2型和後繼泛用戰鬥機巨蛇座(サーペント)並非神威，但是同一開發系列的產品(也就是先有不死鳥2型，然後再用其開發出巨蛇座，接著在開發出神威，可視為同一機種的初代、二代和三代)。
神威零號機在變形前擁有厚重的裝甲做防禦，同時配有擴散型的通常彈和連發式(約八發)光學導彈，並可無限次地放出五架光束攻擊機，卸下受損裝甲變形後綠色光翼展開，並可朝數方向連發通常彈以及使用雷擊鎖定攻擊。不論變形前還是變形後都可使用類似原型機的雷刀，而且威力更強了數倍(因此無法用自機的雷刀消除)，所以絕對要迴避，發動雷刀前會有明顯的光束，多多注意。

### 生物媒體兵器
舊世界被基因改造而存活下來的強力畸形生物，被改造成武裝活兵器。裝甲內部組織可自我修復，已可靠捕食獲取能量的半永久運作機械。蒼龍、黒鷹與黄蜘蛛皆是。

#### 蒼龍(ソウリュウ)
第24空域的守護獸，外觀為藍色應龍，弱點是機翼。

#### 黒鷹(浓烈的鹰)
巴比伦空域的守護獸，外觀為黑色巨鷹，機首兩側各有可變角大的光束砲，在被擊破時會崩潰性的發動最後一次攻擊。

#### 黄蜘蛛(オウグモ)
第99廢棄物丟棄道生活守護獣，外觀為黃色蜘蛛，四對步足分成上下兩部，下部四肢為行走用，上部四肢為末端有光束砲的機械手臂，頭部前方有兩個觸角型的光束砲建議優先摧毀。該敵機為遊戲製作小組修改最久的機體，早期設計時上部四肢設計的過於活性而給人股噁心感。

### ALLTYNEX-OS搭載型都市管理電腦-腦巢網路（诺·乌斯）
舊世界製作的自律型都市管理電腦，搭載ALLTYNEX-OS，補助都市用的配備Nest Problem。全能战机曾是將人類全盛時期畫下句號的恆星級管理電腦，本來作用是舊世界人類建造的自動報復系統啟動裝置。原型機曾因企圖背叛人類而遭摧毀並停用(詳見全能战机 2nd)，至24年後的反射時期爲了順利重建近乎毀滅的地球而被再啟用，從此人類正式從歷史的舞台上退出，交由無人系統來處理一切。
位於階層都市的制御塔中，擁有兩道虛擬最終安全裝置-守護天使與天蠍座，突破最終防禦裝置後便以虛擬武器發動攻擊，注意攻擊虛擬武器對腦巢本體毫無損害，只能用雷擊電，通常彈與雷刀在此無用武之地，腦巢的虛擬武器是無限的。

#### 守護天使(卫报索尔贾ー)
汎用管理人工知能支配時代(前傳全能战机 2nd的時代)遺産，輸送型汎用起動兵器，腦巢最終安全裝置的第一具虛擬兵器，顏色為藍色，構造分為本體與雙翼，先以雙翼上的光束砲攻擊(此時本體藏於下層無法打到，雷擊亦被防護板阻擋)，擊毀雙翼後本體才會上浮。

#### 天蠍座(スコー冠军)
光學兵器反射時代(前傳反射的時代)遺産，軌道回廊警備獸，腦巢最終安全裝置的第二具虛擬兵器，顏色為金色，本身是RefleX就出現過的機體(亦當時第2關的最終頭目)，為國家軍所擁有的12機戰鬥兵器其中一具。兩代遊戲中其武器與外觀幾乎無異，不同的是RefleX時常以近身纏鬥的作戰方式。注意反射光學武器。

### 裁定者（ザフィケル）
因女兒被自己理論所害而發瘋的札菲凱爾・德・艾力士博士，將自己也做成生化神經晶片裝置在對行星破壞用究極兵器「裁定者」上來毀滅人類。在不具備超能力的情況下奇蹟似的成功，但裁定者是在腦巢的掌控之下。為了要強行奪取腦巢的控制權，他把屬於自身控制下的神威藏匿在機械神殿，且設定了一套程序，只要將神威這個「鍵」送入腦巢(應意味摧毀腦巢)即可讓自己(裁定者)啟動。不過復仇還沒有開始實行，人類就因為戰爭的原故而先行消滅了。不過他不打算放棄復仇，將自己(裁定者)與女兒(神威2號)在沒啟動的狀況下長眠於機械神殿中，數百年後人類文明再度復興，他傳送指令於神威讓其再度覺醒。
裁定者外貌如一顆戴頭冠的黑色人頭，其如同雙下巴的裝置一樣可發射雷刀(建議發動前優先摧毀)，在其發出十字光芒時要盡快躲進米字光炮的死角(脅威模式，簡單與普通會變成1字與X型。

## 外部連結
- SITER SKAIN （页面存档备份，存于）
- じるの世界の中心(作者のホームページ)
- IG-Indie6に招かれた「SITER SKAIN」が講演で使用した神威紹介動画 （页面存档备份，存于） - （YouTube）
- RAYGING BLUE's ―conflict warred― （页面存档备份，存于）